# Jørn Andersen
Jørn Andersen (Jörn) (ur. 3 lutego 1963 we Fredrikstad) – norweski piłkarz, i trener piłkarski, reprezentant kraju, grający na pozycji napastnika.

## Kariera klubowa

### Norwegia
Jørn jest synem 143-krotnego norweskiego zawodnika piłki ręcznej Bjørga Andersena. Grał w młodości od połowy lat 70. w podmiejskim klubie Østsiden IL w Fredrikstad. W 1982 przeniósł się do pierwszoligowego klubu Fredrikstad FK, z którym spadł z pierwszej ligi, a następnie od razu awansował. Strzelił 25 goli w 64 meczach ligowych dla klubu w latach 1982–1984. Najważniejszym wydarzeniem było zdobycie Pucharu Norwegii w 1984 w finale przeciwko Viking FK.
Andersen przeniósł się na sezon 1985 do aktualnego mistrza Norwegii, klubu z Oslo Vålerenga Fotball. Andersen został królem strzelców z 23 golami w 22 meczach.

### Niemcy
Po zakończeniu sezonu 1. divisjon w październiku 1985 1. FC Nürnberg pozyskał Andersena za 200 000 marek. Przez 3 lata strzelił 28 goli w 78 meczach ligowych dla FCN. 
Następnie przeniósł się do Eintrachtu Frankfurt. Andersen grał w Eintrachcie do 1990, a sezon 1989/90 zakończył z 18 bramkami. Dzięki czemu został pierwszym zagranicznym królem strzelców Bundesligi. Sezon 1990/91 Andersen spędził w Fortunie Düsseldorf, dla której strzelił 5 bramek w 42 spotkaniach. 
Następnie powrócił do Eintrachtu, w którym występował do 1994. Podczas przerwy zimowej 1993/94 Andersen przeniósł się na rok do Hamburger SV. Kolejnym klubem było Dynamo Drezno, z którym sezon 1994/95 zakończył się spadkiem z Bundesligi. Dla Dynama zagrał w 25 meczach, w których strzelił jednego gola.

### Szwajcaria
Andersen przeniósł się z Drezna do FC Zürich. Podczas przerwy zimowej 1997/98 dołączył do drugoligowego klubu FC Lugano, z którym w tym samym roku awansował do Nationalligi A. 
W latach 1999–2001 występował w trzecioligowym klubie FC Locarno, gdzie pełnił także funkcję asystenta trenera. W 2000 awansował z klubem do drugiej ligi. Po sezonie 2000/01 zakończył karierę piłkarską. 
Jego rekord w Bundeslidze to 243 mecze, w których strzelił 67 goli.
| Sezon     | Klub                | Kraj       | Rozgrywki      | Mecze | Bramki |
| --------- | ------------------- | ---------- | -------------- | ----- | ------ |
| 1982      | Fredrikstad FK      | Norwegia   | 1. divisjon    | 21    | 4      |
| 1983      | Fredrikstad FK      | Norwegia   | 2. divisjon    | 21    | 18     |
| 1984      | Fredrikstad FK      | Norwegia   | 1. divisjon    | 22    | 3      |
| 1985      | Vålerenga Fotball   | Norwegia   | 1. divisjon    | 22    | 23     |
| 1985/86   | 1. FC Nürnberg      | Niemcy     | Bundesliga     | 22    | 5      |
| 1986/87   | 1. FC Nürnberg      | Niemcy     | Bundesliga     | 29    | 14     |
| 1987/88   | 1. FC Nürnberg      | Niemcy     | Bundesliga     | 27    | 9      |
| 1988/89   | Eintracht Frankfurt | Niemcy     | Bundesliga     | 20    | 2      |
| 1989/90   | Eintracht Frankfurt | Niemcy     | Bundesliga     | 34    | 18     |
| 1990/91   | Fortuna Düsseldorf  | Niemcy     | Bundesliga     | 33    | 4      |
| 1991/92   | Fortuna Düsseldorf  | Niemcy     | Bundesliga     | 9     | 1      |
| 1991/92   | Eintracht Frankfurt | Niemcy     | Bundesliga     | 26    | 9      |
| 1992/93   | Eintracht Frankfurt | Niemcy     | Bundesliga     | 6     | 2      |
| 1993/94   | Eintracht Frankfurt | Niemcy     | Bundesliga     | 12    | 2      |
| 1993/94   | Hamburger SV        | Niemcy     | Bundesliga     | 11    | 1      |
| 1994/95   | Hamburger SV        | Niemcy     | Bundesliga     | 7     | 0      |
| 1994/95   | Dynamo Drezno       | Niemcy     | Bundesliga     | 7     | 0      |
| 1995/96   | FC Zürich           | Szwajcaria | Nationalliga A | 28    | 1      |
| 1996/97   | FC Zürich           | Szwajcaria | Nationalliga A | 25    | 1      |
| 1996/97   | FC Lugano           | Szwajcaria | Nationalliga A | 8     | 0      |
| 1997/98   | FC Lugano           | Szwajcaria | Nationalliga B | 12    | 1      |
| 1998/99   | FC Lugano           | Szwajcaria | Nationalliga A | 23    | 1      |
| 1999/2000 | FC Locarno          | Szwajcaria | 1. Liga        |       |        |
| 2000/01   | FC Locarno          | Szwajcaria | Nationalliga B | 29    | 0      |

## Kariera reprezentacyjna
Andersen zadebiutował w barwach Norwegii 17 kwietnia 1985 w przegranym 0:1 spotkaniu z NRD. 
Andersen zagrał w eliminacjach do Mistrzostw Świata 1986 (3 spotkania) oraz Mistrzostw Świata 1990 (2 spotkania). Wystąpił również w kwalifikacjach do Mistrzostw Europy 1988 (4 spotkania, 2 bramki) oraz Mistrzostw Europy 1992 (2 spotkania). 
Po raz ostatni w drużynie narodowej wystąpił 10 października 1990 w zremisowanym 0:0 starciu z Węgrami. Łącznie Andersen w latach 1985–1990 rozegrał w drużynie norweskiej 27 spotkań, w których strzelił 5 bramek.
| Mecze i gole w reprezentacji | Mecze i gole w reprezentacji | Mecze i gole w reprezentacji | Mecze i gole w reprezentacji | Mecze i gole w reprezentacji | Mecze i gole w reprezentacji | Mecze i gole w reprezentacji |
| #                            | Data                         | Miasto                       | Przeciwnik                   | Gol                          | Wynik                        | Rozgrywki                    |
| ---------------------------- | ---------------------------- | ---------------------------- | ---------------------------- | ---------------------------- | ---------------------------- | ---------------------------- |
| 1.                           | 17.04.1985                   | Frankfurt nad Odrą           | NRD                          |                              | 0:1                          | towarzyski                   |
| 2.                           | 14.08.1985                   | Oslo                         | NRD                          |                              | 0:1                          | towarzyski                   |
| 3.                           | 10.09.1985                   | Oslo                         | Egipt                        | Gol                          | 3:0                          | towarzyski                   |
| 4.                           | 25.09.1985                   | Lecce                        | Włochy                       |                              | 2:1                          | towarzyski                   |
| 5.                           | 16.10.1985                   | Oslo                         | Dania                        |                              | 1:5                          | El. MŚ 1986                  |
| 6.                           | 30.10.1985                   | Moskwa                       | ZSRR                         |                              | 0:1                          | El. MŚ 1986                  |
| 7.                           | 13.11.1985                   | Lucerna                      | Szwajcaria                   |                              | 1:1                          | El. MŚ 1986                  |
| 8.                           | 30.04.1986                   | Oslo                         | Argentyna                    |                              | 1:0                          | towarzyski                   |
| 9.                           | 13.05.1986                   | Oslo                         | Dania                        |                              | 1:0                          | towarzyski                   |
| 10.                          | 09.09.1986                   | Oslo                         | Węgry                        |                              | 0:0                          | towarzyski                   |
| 11.                          | 24.03.1987                   | Wrocław                      | Polska                       |                              | 1:4                          | towarzyski                   |
| 12.                          | 03.06.1987                   | Oslo                         | ZSRR                         |                              | 0:1                          | El. ME 1988                  |
| 13.                          | 16.06.1987                   | Oslo                         | Francja                      | Gol                          | 2:0                          | El. ME 1988                  |
| 14.                          | 12.08.1987                   | Oslo                         | Szwecja                      |                              | 0:0                          | towarzyski                   |
| 15.                          | 09.09.1987                   | Reykjavík                    | Islandia                     | Gol                          | 1:2                          | El. ME 1988                  |
| 16.                          | 23.09.1987                   | Oslo                         | Islandia                     |                              | 0:1                          | El. ME 1988                  |
| 17.                          | 01.06.1988                   | Oslo                         | Irlandia                     |                              | 0:0                          | towarzyski                   |
| 18.                          | 09.08.1988                   | Oslo                         | Bułgaria                     |                              | 1:1                          | towarzyski                   |
| 19.                          | 05.09.1989                   | Oslo                         | Francja                      |                              | 1:1                          | El. MŚ 1990                  |
| 20.                          | 11.10.1989                   | Sarajewo                     | Jugosławia                   |                              | 0:1                          | El. MŚ 1990                  |
| 21.                          | 04.02.1990                   | Attard                       | Korea Południowa             |                              | 3:2                          | towarzyski                   |
| 22.                          | 07.02.1990                   | Attard                       | Malta                        |                              | 1:1                          | towarzyski                   |
| 23.                          | 27.03.1990                   | Belfast                      | Irlandia Północna            | Gol                          | 3:2                          | towarzyski                   |
| 24.                          | 06.06.1990                   | Trondheim                    | Dania                        | Gol                          | 1:2                          | towarzyski                   |
| 25.                          | 22.08.1990                   | Stavanger                    | Szwecja                      |                              | 1:2                          | towarzyski                   |
| 26.                          | 12.09.1990                   | Moskwa                       | ZSRR                         |                              | 0:2                          | El. ME 1992                  |
| 27.                          | 10.10.1990                   | Bergen                       | Węgry                        |                              | 0:0                          | El. ME 1992                  |

## Kariera trenerska
Andersen już w 2000 rozpoczął pracę szkoleniową jako grający trener w FC Locarno. Następnie został trenerem drużyny U-21 w FC Luzern, którą prowadził do 2003. Po zakończeniu pracy w Lucernie wrócił do Niemiec, aby w latach 2003–2004 kierować drugoligową drużyną Rot-Weiß Oberhausen. Po tym okresie był asystentem Horsta Köppela w Borussii Mönchengladbach.
W maju 2007 podpisał kontrakt z najwyższej klasy greckim zespołem Skoda Ksanti, lecz po zaledwie miesiącu kontrakt został rozerwany z powodów prywatnych.
Pod koniec 2007 roku podpisał kontrakt z walczącym w 2. Bundeslidze Kickers Offenbach, ale nie był w stanie uchronić ich przed spadkiem.
20 maja 2008 zastąpił Jürgena Kloppa na stanowisku trenera Mainz i pod jego rządami zespół wywalczył awans do Bundesligi. Pomimo sukcesu zespołu Andersen został zwolniony 3 sierpnia 2009.
W grudniu 2010 roku został mianowany menadżerem greckiej drużyny AE Larisa. Po 24 dniach pracy, podczas których drużyna przegrała trzy mecze ligowe i odpadła z rozgrywek pucharowych, nie strzeliwszy ani jednej bramki, został zwolniony. Sześć miesięcy później Andersen wrócił do Niemiec, obejmując drużynę drugiej ligi Karlsruher SC.
W styczniu 2015 objął posadę trenera Austrii Salzburg, którą opuścił w grudniu tegoż roku. W maju 2016 został szkoleniowcem reprezentacji Korei Północnej. Był to pierwszy raz, kiedy Korea Północna mianowała zagranicznego menedżera od 1993. W 2018 opuścił on Koreę Północną po dwóch latach pracy w zespole.
W czerwcu 2018 został ogłoszony nowym menadżerem południowokoreańskiej drużyny Incheon United FC w K-League. Został zwolniony 15 kwietnia 2019, a Incheon znajdował się na dole tabeli po zdobyciu zaledwie czterech punktów w siedmiu meczach.
W grudniu 2021 Andersen został mianowany głównym trenerem Hongkongu. W czerwcu 2022 z sukcesem poprowadził drużynę w kwalifikacjach do Pucharu Azji 2023, awansując na ten turniej po raz pierwszy od 1968.
1 stycznia 2024 Andersen poprowadził Hongkong do historycznego zwycięstwa, pokonując Chiny 2:1 w meczu towarzyskim. To zwycięstwo oznaczało pierwszy od 29 lat triumf Hongkongu nad Chinami.

## Rodzina
Andersen jest obywatelem Niemiec od 1993 roku. Jego syn Niklas również został piłkarzem i rozegrał jedno spotkanie w Bundeslidze (w barwach Werderu Brema).

## Sukcesy
Fredrikstad FK
- Puchar Norwegii (1): 1984

Valarenga
- Król strzelców Eliteserien (1): 1985 (23 bramki)

Eintracht Frankfurt
- Król strzelców Bundesligi (1): 1989/90 (18 bramek)